# El cisne blanco (Sibelius)

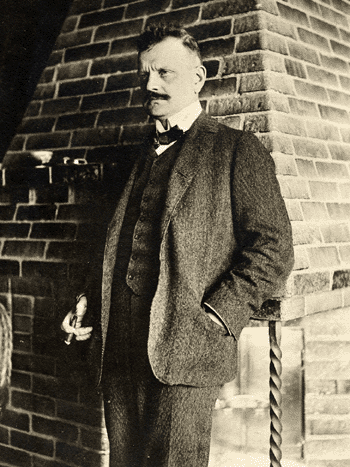
Sibelius en Ainola, la ciudad donde vivió gran parte de su vida, en 1907.

El cisne blanco (en sueco: Svanevit, traducido literalmente como Cisneblanco), Op. 54, es una música incidental para una orquesta de trece insutrmentos de Jean Sibelius para la obra teatral del mismo nombre de August Strindberg. Se compone de un toque de trompa y trece movimientos. Sibelius la terminó en 1908 y dirigió su estreno en el Teatro Sueco de Helsinki, el 8 de abril de 1908. Sibelius arregló a partir de ella una suite para una orquesta mayor (con cuatro trompas, una arpa y castañuelas) en siete movimientos, como su Opus 54a.

## Partes
La suite tiene una duración aproximada de 25 minutos y se compone de siete partes:
1. Påfågeln (El pavo real)
2. Harpan (El arpa)
3. Tärnorna med rosor (Doncellas con rosas)
4. Hör rödhaken slå (Escucha, el petirrojo canta)
5. Prinsen allena (El príncipe a solas)
6. Svanevit och prinsen (El cisne blanco y el príncipe)
7. Lovsång (Canción de alabanza)

## Literatura
- Mäkelä, Tomi (2013). Jean Sibelius und seine Zeit (en alemán). Ratisbona: Laaber-Verlag. ISBN 9783890077673.